# Wendie Malick
Wendie Malick (ur. 13 grudnia 1950 w Buffalo) – amerykańsko-kanadyjska modelka oraz aktorka filmowa i telewizyjna znana przede wszystkim z popularnego serialu komediowego Ja się zastrzelę (ang. Just Shoot Me!; 1997–2003). Rola Niny Van Horn przyniosła jej nominację do Złotego Globu (w 1999) i dwie nominacje do Nagrody Emmy (w 1999 i 2002).
Jest córką sprzedawcy Kena Malicka i jego żony, byłej modelki Gigi Malick. Jej rodzina ma pochodzenie egipskie.

## Filmografia
Filmy:
- Wigilijny show (1988) jako Wendie Cross
- Bugsy (1991) jako kobieta w pociągu
- Dynastia: Pojednanie (1991) jako Carol Marshall
- Prezydent: Miłość w Białym Domu (1995) jako Susan Sloan
- Cena doskonałości (1997) jako Janet Bradley
- Ten pierwszy raz (1997) jako Beverly Kimble
- Kelnerzy (2005) jako matka Monty’ego
- Zebra z klasą (2005) jako Clara Darlymple
- Witaj, siostrzyczko (2006) jako Barbara
- Wyznania zakupoholiczki (2009) jako panna Korch
- Alvin i wiewiórki 2 (2009) jako doktor Rubin

Seriale telewizyjne:
- Autostrada do nieba (1984–1989) jako Donna Burke (gościnnie)
- MacGyver (1985–1992) jako Cindy Finnegan (gościnnie)
- Prawnicy z Miasta Aniołów (1986–1994) jako Laura Schoen Russianoff (gościnnie)
- Opowieści z krypty (1989–1996) jako Rita (gościnnie)
- Słoneczny patrol (1989–2001) jako Gayle Buchannon
- Życie jak sen (1990–1996) jako Judith Tupper-Stone
- Szaleję za tobą (1992–1999) jako Carol (gościnnie)
- Frasier (1993–2004) jako Ronee Lawrence
- Z archiwum X (1993–2002) jako A.D. Maslin (gościnnie)
- Nowojorscy gliniarze (1993–2005) jako Susan Wagner (gościnnie)
- Viper (1994–1999) jako Iris Nevelson (gościnnie)
- Ja się zastrzelę (1997–2003) jako Nina Van Horn
- Rozpalić Cleveland (2010–2015) jako Victoria Chase